# OpenGion
openGion（オープンジーオン）は、企業内基幹系システム構築に最適な機能をあらかじめ備えている、オープンソースのWebアプリケーションフレームワークである。
JSPカスタムタグをベースとして作成されているが、SQLの知識さえあれば、データのCRUD操作をメインとした業務システムが簡単に構築することができる。
類似のフレームワークとして、Apache Struts や、Seasar などがあるが、社内システムの構築という観点から見ると、異なる思想に基づいて設計されていると言える。

## 起源と歴史
企業内基幹系システムが、メインフレームからオープンシステムに徐々に移行されていたとき、ウェブアプリケーションによるシステム再生が始まった。しかし、ほとんどがスクラッチによる手作りであり、部分的には標準化や共通化を進めていたが、もう一つ効率的ではなかった。
当時は、市販のPDM(最近は、PLM)製品で開発を行っていたが、まだまだ、高度な知識とスクラッチによるカスタマイズなど、開発効率は高くなかった。
それよりも、製品そのものの単価も相当高く、これに開発費が加算されるのだから、たまったものではなかった。
そんな時、JSP (JavaServer Pages)にカスタムタグ機能がリリースされ、これに、XML構文でのJSPソースの開発が可能になったことを受けて、個人的に開発に取り組んだのが、このフレームワークの始まりである。
これが、企業内で正式に採用され、企業内基幹系システムのほぼすべてをこのフレームワーク上で開発されるようになった。
- 1.0.0.0 (2001/10/01)
- 2.0.0.0 (2002/09/10)
- 3.0.0.0 (2002/12/25)
- 3.0.0.0 (2003/02/12)
- 4.0.0.0 (2005/02/28)
- 5.0.0.1 (2009/08/15)
- 6.0.0.0 (2014/04/11)
- 7.0.0.0 (2018/10/01)
- 8.0.0.0 (2021/07/01)

## 名前の由来
公開に当たって、その名称も検討された。それまでは、「はやぶさ」と命名されていたが、google などの検索エンジンで検索したときのヒット率が非常に悪くなるため、まずは、パッケージ名で検索すると、一発で引っかかる命名を模索した。
また、ドメインも、org,com,net とすべて取得しておきたいという希望もあり、かつ、覚えやすく、言いやすい名前を探すことにした。
基本的には、open + 覚えやすい名称 ということで、色々と模索した結果、発祥の地の京都にちなんで、祇園(GION)ではどうかという意見が出た。
そこで、openGion(オープンジーオン) で検索すると、ほとんど前例がなく、ドメインも org,com,net と3つとも空いていた。
当然、ジーオンの響きが、機動戦士ガンダムのジオン公国 や、インテルのCPU Xeon、または、英会話のイーオン(AEON)などを想像させるとの意見もあったが、公開(open)と祇園(gion)を組み合わせるだけの単純明快な名称に魅力を感じ、これに決定した。